# Hartwig Walberg
Hartwig Walberg (* 1952 in Bielefeld) ist ein deutscher Archivar.

## Leben
Nach dem Studium der Geschichte und Germanistik an der Universität Münster und der Promotion in historischer Stadtgeschichtsforschung absolvierte er von 1980 bis 1982 das Archivreferendariat in NRW und der Archivschule Marburg. Von 1982 bis 1993 leitete er das Archiv- und Museumsamt Stadt Lippstadt. Von 1993 bis 2018 war er Professor für Archivwissenschaft am Fachbereich Informationswissenschaften der FH Potsdam.

## Schriften (Auswahl)
- Die Topographie lippischer Städte aus verfassungs- und sozialtopographischer Sicht. 1980, OCLC 163671102.
- Einführung in die Geschichte und Bestände des Stadtarchivs Lippstadt. Lippstadt 1983, OCLC 74564660.
- mit Helmut Klockow und Hermann Großevollmer: Schützenwesen im 800jährigen Lippstadt. Aus den Geschäftsberichten der Volksbank Lippstadt eG. Lippstadt 1985, OCLC 632108126.
- Es begann 1863. Städtische Gasverwaltung – Städtische Wasserwerke – Städtische Gas- und Wasserwerke – Stadtwerke Lippstadt GmbH. 1863–1988. Lippstadt 1988, OCLC 75144564.